# Notitia dignitatum

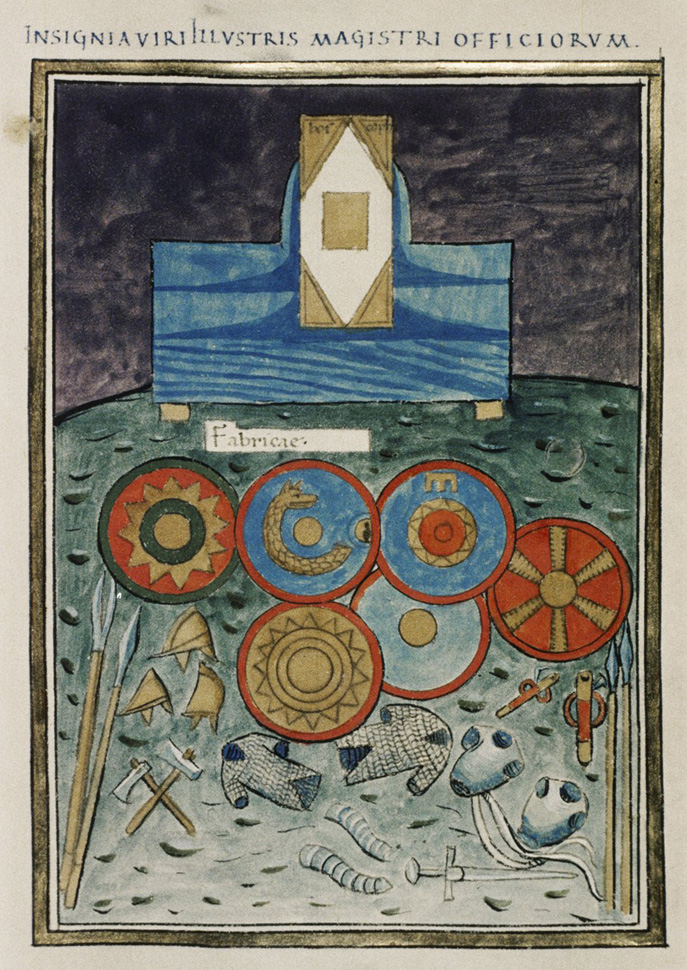
Insigne du magister officiorum ou « maitre des offices », haut fonctionnaire qui contrôlait l'ensemble de l'administration du.

La Notitia dignitatum (litt. : registre des dignitaires) est un document administratif romain plusieurs fois remanié donnant un tableau, sous forme de listes, de l’organisation hiérarchique des fonctions civiles et militaires de l'Empire romain, dans ses deux composantes, occidentale et orientale.
Il n'est connu que par des copies médiévales de l'original qui aurait été conçu entre 390 et 425, plusieurs hypothèses ayant été émises à ce sujet.
Il donne un bon aperçu de l'état de l'armée romaine et de l'administration du Bas Empire après les réformes de Dioclétien et de Constantin Ier. Diverses mises à jour ont introduit des incohérences, surtout à propos de l’armée de l’empire d’Occident.
Les illustrations qui l’accompagnent sont une importante source d’information sur la composition ethnique des diverses unités et sur la répartition entre armée mobile (comitatus) et armée des frontières (limitanei).

## Le titre
Le titre complet reprend la première phrase du document : « Notitia dignitatum continet omnium tam civilium quam militarium dignitatum utriusque imperii occidentis orientisque » (Registre de l’ensemble des dignitaires tant civils que militaires de l’empire d’Occident et d’Orient). Son but était d’établir un ordre de préséance entre les dignitaires de l’empire sur la base de leur fonction plutôt que sur celle de leur titre honorifique,.

## Composition, objectif et historique

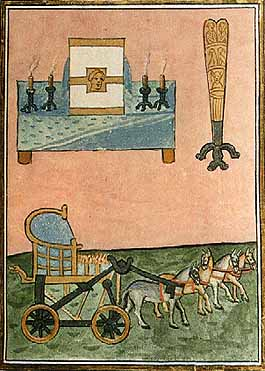
Insigne du prefectus pretorio per Illyricum, in partibus Orientis, iii.

Plusieurs hypothèses ont été proposées quant à la date de rédaction de la Notitia dignitatum. Pour Ferdinand Lot, il est évident qu'elle se place entre la mort de Théodose Ier (395) et celle de Théodose II (450), fourchette qu'il importe de resserrer. En dépit des divergences, on s’entend généralement sur les points suivants :
- elle devait servir au primicerius notariorum (notaire en chef ou chancelier de l’empire) qui avait dans ses attributions la rédaction des brevets de nomination des hauts fonctionnaires et commandants militaires[3]. Selon Jones, il devait s’agir du primicerius de l’empire d’Occident[4], car (1) les manuscrits existants ont été retrouvés à l’Ouest, (2) divers chapitres concernant l’empire d’Orient ont une forme abrégée par rapport à ceux concernant l’empire d’Occident et (3) les mises à jour ont été faites plus méthodiquement pour l’empire d’Occident[5] ;
- le texte concernant l’empire d’Orient aurait fait l’objet d’une révision en profondeur en 395 ou vers cette date qui correspond à la mort de Théodose Ier, après quoi il n’y aurait plus eu de changement. Le texte concernant l’empire d’Occident a été méticuleusement mis à jour jusqu’à environ 408 ; puis, de façon moins systématique, jusqu’à la deuxième moitié des années 420[3],[5].

La motivation comme le commanditaire sont inconnus. Ralf Sharff propose deux hypothèses. Selon la première, une première version de la Notitia aurait été écrite dans l’empire d’Orient pour marquer la réconciliation d’Honorius et d’Arcadius en 401. Envoyée en Occident, elle aurait servi de modèle pour la version occidentale, laquelle aurait été mise à jour régulièrement jusque dans les années 420 ; c’est elle qui aurait servi pour la rédaction du manuscrit de Spire.
Selon la deuxième hypothèse, la Notitia de l’empire d’Orient aurait été apportée en Occident peu après la mort de Théodose. Elle serait restée dans les archives jusqu’à ce qu’elle soit retrouvée par Stilicon après la mort d’Arcadius en 408. Le fait que la Notitia ne soit ni un document unique, ni deux documents séparés, mais bien un document en deux parties, correspond à la politique d’un chef voulant diriger les deux parties de l’empire séparément comme le fit Stilicon qui, après la mort d’Arcadius, voulait étendre son influence sur la partie orientale de l’empire où régnait à ce moment le jeune Théodose II. Le travail visant à produire une version conjointe aurait été interrompu par la chute de Stilicon en août 408 et aurait été repris par le commandant en chef des armées Flavius Constantius vers 411/414.
Il a également été avancé qu’elle aurait été offerte par l’empereur romain d’Orient Théodose II (401-450) à son collègue d’Occident Valentinien III (419-455) après la déposition de l’usurpateur Jean et l’avènement de Valentinien le 23 octobre 425. Les deux souverains étant liés par le sang, il aurait pu s’agir d’une façon de remettre à l’avant-plan la gestion conjointe des deux parties de l’empire. C’est ainsi que Gianfranco Purpura a proposé en 1992 que la Notitia dignitatum aurait été un cadeau de Théodose II à son jeune neveu et collègue à l’occasion de son dixième anniversaire.
Peter Brennan pour sa part a soutenu en 1996 que l’auteur aurait pu être le préfet du prétoire Macrobius Ambrosius Theodosius.
Après 428, la Notitia aurait été rangée dans la bibliothèque du magister peditum praesentalis, un poste qui prit de plus en plus d’importance sous Théodoric. Ce manuscrit se serait retrouvé à Ravenne où il aurait servi aux Carolingiens après 800 comme modèle pour l’organisation du nouvel Empire romain créé par Charlemagne. La première copie de ce document qui nous soit connue est le Codex Spirensis, datant du XIe siècle et conservé dans la section des antiquités de la bibliothèque du chapitre de la cathédrale de Spire (en all : Speyer, Rhénanie-Palatinat). L'original a disparu, mais est connu par des copies entre 1427 et 1551. 
Il comprenait :
- la Notitia dignitatum elle-même ;
- la « carte des étapes » de Castorius, dite « carte de Peutinger », montrant entre autres les routes et les villes principales de l’empire romain ;
- l’« itinéraire d'Antonin », guide de voyage de la Rome antique datant de l’empereur Caracalla[11].

Tombé dans l’oubli, le codex fut retrouvé par un noble vénitien, Pietro Donato, évêque de Padoue qui participait au concile de Bâle (1431-1437). Celui-ci en fit une copie pour lui-même (la présente copie de la Bibliothèque bodléienne d’Oxford). Pendant deux siècles, il retomba dans l’oubli. Considéré comme définitivement perdu en 1672, il est cependant connu par quatre copies du manuscrit de Spire qui se trouvent à :
- Oxford (Bodleian Library, Ms. Canon. Misc. lat. 378), datant à peu près de 1440 ;
- Paris (Bibliothèque Nationale de France, lat. 9661), datant de la même époque ;
- Vienne (Vindobonense) datant env. 1484 (sans illustration) ;
- Munich (Bayerische Staatsbibliothek, Clm 10291), copié vers 1542 pour le comte palatin Otto Heinrich[12].

En 1876, Otto Seeck a publié une édition de la Notitia dignitatum qui fait autorité.

## Contexte historique
La structure de l’organisation civile et militaire telle que décrite dans la Notitia dignitatum reflète les réformes de Dioclétien et de Constantin Ier ainsi que la division de l’empire entre Valentinien Ier et Valens à la fin du IVe siècle. Dioclétien doubla pratiquement le nombre des provinces. Au Ve siècle, on en compta un peu plus de 120, lesquelles furent regroupées en 12 « diocèses », nombre porté à 14 sous Théodose. Constantin pour sa part partagea l’empire en préfectures, chacune d’elles englobant plusieurs diocèses qui, à leur tour, comprenaient plusieurs provinces.

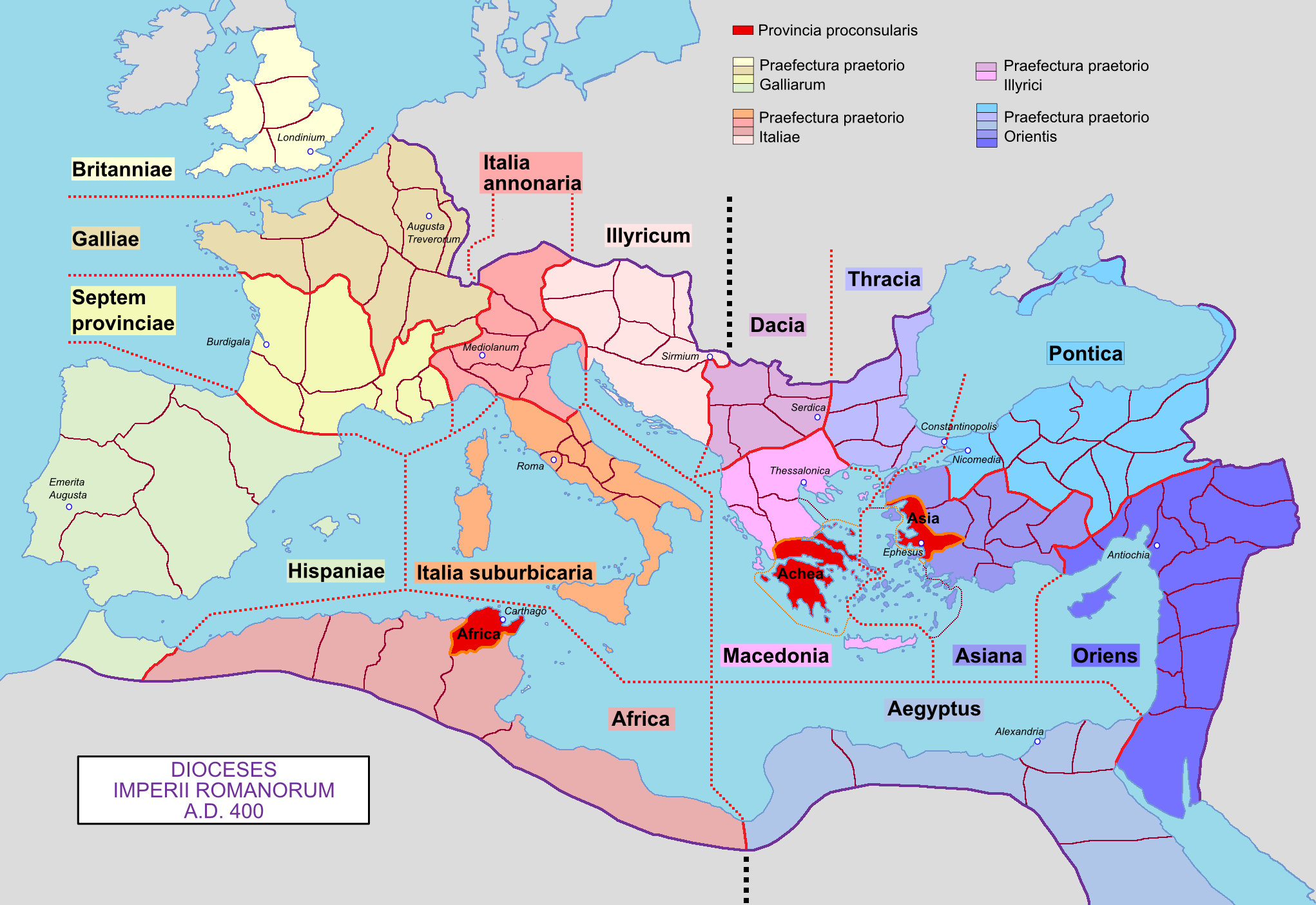
Divisions administratives de l'Empire romain en préfectures, diocèses et provinces en 395.

Ces réformes inclurent également la séparation des pouvoirs civils et militaires. L’administration civile fut confiée à un gouverneur de province, l’administration militaire à un dux qui avait sous sa responsabilité une ou plusieurs provinces. Seuls les préfets du prétoire (quatre sous Constantin entre 337 et 395) conservèrent leurs responsabilités à la fois civiles et militaires.
L’armée fut également profondément transformée. Jusqu’à Dioclétien, celle-ci avait surtout été une armée de frontières, cantonnée dans les forteresses établies à mesure que s'étendait l’empire. Jusqu’alors, seule la garde prétorienne à Rome était vraiment mobile et pouvait intervenir là en tout lieu. Aussi, Dioclétien créa-t-il l’exercitus comitatensis, armée mobile puissante qui pouvait être déployée pour faire face aux agressions extérieures et aux soulèvements intérieurs. Les régiments d’élite qui accompagnaient l’empereur prirent le nom de palatini, et les scholae palatinae remplacèrent sous Constantin l’ancienne garde prétorienne comme garde personnelle de l’empereur. Le commandement de l’armée fut confié au magister militum assisté d’un magister peditum pour l’infanterie et d’un magister equitum pour la cavalerie. Les officiers et soldats demeurant au palais furent dits praesentales (en présence [de l’empereur]). Lors de la division de l’empire en deux composantes, ces fonctions furent dédoublées. On retrouve en outre dans la partie orientale de l’empire trois commandants à vocation régionale : les magistri militum per Orientem, per Thracias et per Illyricum. À côté de ces troupes mobiles (comitatenses), survivait une armée de frontières ou limitanei dont les soldats, stationnés sur le limes, obtenaient en guise de solde une propriété foncière. Mais alors que l’armée romaine était composée à l’origine de citoyens romains, elle dut, après les désastres qui marquèrent le milieu du Ve siècle, s’ouvrir de plus en plus soit à d’autres sujets de l’empire comme les Illyriens ou à des barbares comme les Germains dont les animaux symboliques se retrouveront sur plusieurs boucliers de la Notitia,. Au moment où fut écrite la Notitia dignitatum, la distinction entre les diverses troupes s’était quelque peu estompée. Certaines unités palatines avaient été transférées dans les armées régionales alors que certaines unités des frontières avaient été intégrées dans divers régiments de campagne décimés ; elles furent connues par la suite sous le vocable de pseudo-comitatenses.

## Contenu

Insigne des septimani seniores, représentant une étoile ou un soleil envoyant ses rayons dans toutes les directions.

Le texte permet de comprendre, comme aucun autre document de l’époque, l’organisation administrative du Bas-Empire romain, de sa bureaucratie civile et militaire de même que de l’implantation territoriale des unités militaires dans les parties orientale et occidentale de l’empire au début du Ve siècle. Pour l’administration civile, on retrouve la division des préfectures, diocèses et provinces ainsi que le rang de leur gouverneur respectif. Pour l’armée, la Notitia comprend deux listes des comitatenses de l’empire d’Occident. La première énumère les régiments (numeri) sous leurs commandants réciproques, les maîtres de la cavalerie et de l’infanterie, alors que la seconde (distributio numerorum) indique leur répartition régionale.
La Notitia dignitatum se compose de quatre-vingt-dix chapitres. Chaque chapitre commence par la formule :

« sub dispositione viri spectabilis - sur ordre du très honorable dux/comes de… »

Dans chaque chapitre, sont répertoriés pour les fonctionnaires civils, le titre du fonctionnaire, son domaine de compétence et la composition de son secrétariat ; pour les militaires, l’unité et le lieu de garnison. L’énumération se fait en principe suivant le rang de chaque fonction au sein de la hiérarchie impériale. Pour l’armée, les unités sont classées selon leur classe (vexillationes palatinae et comitatenses, legiones palatinae, auxilia palatina, legiones comitatenses, pseudocomitatenses) et, pour les comitatenses au sein de chaque classe, selon leur séniorité (date à laquelle l’unité accéda à cette classe).
Par exemple, le secrétariat du préfet du prétoire d’Orient eut la composition suivante :
- chef de cabinet (princeps) ;
- chef de cabinet adjoint (cornicularius) ;
- premier assistant (adjutor) ;
- gardien (commentariensis) ;
- archiviste (ab actis) ;
- percepteur des impôts (numerarii) ;
- assistants (subadjuvae) ;
- préposé à la correspondance (cura epistolarum) ;
- registraire (regerendarius) ;
- secrétaire (exceptores) ;
- aides (adjutores) ;
- notaires (singularii)[22].

Quatre-vingt-sept de ces chapitres sont accompagnés d’insignes correspondant probablement à ce qui figurait sur les brevets de nomination de ces fonctionnaires et officiers. Toutefois, il n’y a pas d’insignes pour les régiments des armées de frontière, ni pour la cavalerie de l’empire d’Orient. Ceux des préfets du prétoire montrent dans leur coin supérieur gauche (dans la partie centrale supérieure pour le manuscrit de Munich) un livre orné du portrait de l’empereur disposé sur une table richement recouverte. Dans la plupart des cas se trouve une colonne d’ivoire sculptée sur un trépied représentant l’écritoire de cérémonie qui symbolisait le pouvoir judiciaire. Il est suivi des boucliers des différentes unités placées sous son commandement.

Insigne des Armigeri defensores seniores, détachement d'infanterie de l'armée d'Occident reproduisant le taiji dans sa représentation « dynamique ».

Dans l’insigne des commandants militaires (dux/comes), le coin gauche supérieur est réservé au titre comes primi ordinis. Il est accompagné du texte écrit en abrégé sur un ruban blanc :

« [Fl]oreas [int]er [ali]os [com]ites [ord]inis [pr]imi – Puisses-tu te distinguer parmi les autres comtes de premier rang. »

Il était donc réservé aux viri spectabiles, dont les titulaires appartenaient à partir de 364 à la classe moyenne des sénateurs. Il s’accompagnait d’un parchemin enroulé, symbole du brevet de nomination impérial qui lui était remis au moment de sa promotion. L’insigne comprend ensuite l’endroit où sont stationnées les troupes de ce dux sous forme de villes ou de fortifications hexagonales stylisées sous lesquelles est inscrit le nom de l’endroit. Le nombre de tours de garde et de portes d’enceinte de même que les différentes couleurs voulaient produire une certaine variété sans chercher à reproduire un château en particulier.
Les dessins reproduits sur ces boucliers indiquent souvent sa composition ethnique. La majorité des signes reproduisent le soleil ou les étoiles sous la forme de disques émettant des rayons dans toutes les directions, mais on retrouve également par exemple la roue celtique alors que chez les tribus germaniques, un croissant de lune associé au disque solaire était populaire. Le svastika, symbole du soleil et de sa course apparaît sur plusieurs boucliers. On y retrouve également le dieu Wodan sous une forme qui rappelle les inscriptions trouvées sur les rochers de Bohusian, du Gotland et de Val Camonica. Le signe rune de l’élan se retrouve sur le bouclier de troupes celtes ou illyriennes.
On y retrouve même le Taiji de la tradition chinoise, dans sa représentation « dynamique » pour identifier les Arigeri, fantassins de l’empire d’Occident et dans sa forme « statique », pour les Thebei, également de l’empire d’Occident.

## Les fonctions civiles et militaires

### Empire d’Orient

#### Administration civile

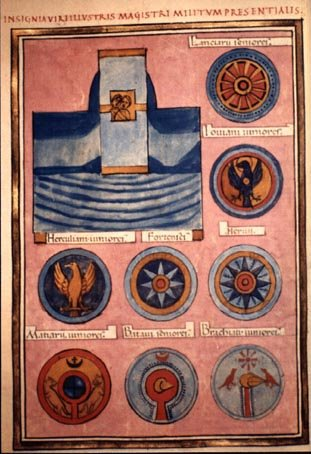
Insigne du magister militum praesentalis I, page 1.

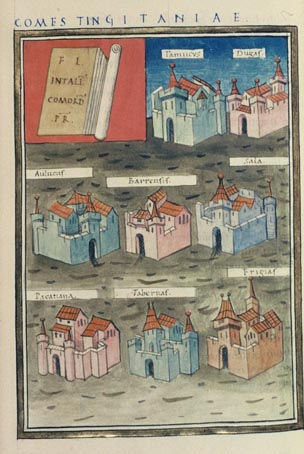
Insigne du comes Tingitaniae.

Les plus hauts fonctionnaires de l’administration civile en Orient étaient :
- deux praefecti praetorio (préfets du prétoire : Orientis, Illyrici) ;
- un praefectus urbis Constantinopolitanae (préfet de la ville : Constantinople et ses environs).

Le préfet du prétoire d’Orient avait cinq vicaires : Asiana, Pontica, Thracia, Aegyptus et Oriens.
Les provinces de ces cinq diocèses étaient administrées par un proconsul, trois consulares, un corrector (gouverneur civil, à l’origine chargé de remettre de l’ordre [corrigere] dans la gestion de villes libres et 32 praesides (gouverneurs).
Le préfet du prétoire de l’Illyrie avait deux vicaires : Dacie et Macédoine.
Les provinces de ces deux vicaires étaient administrées par un proconsul, trois consulares, un corrector et hui praesides.

#### Administration militaire

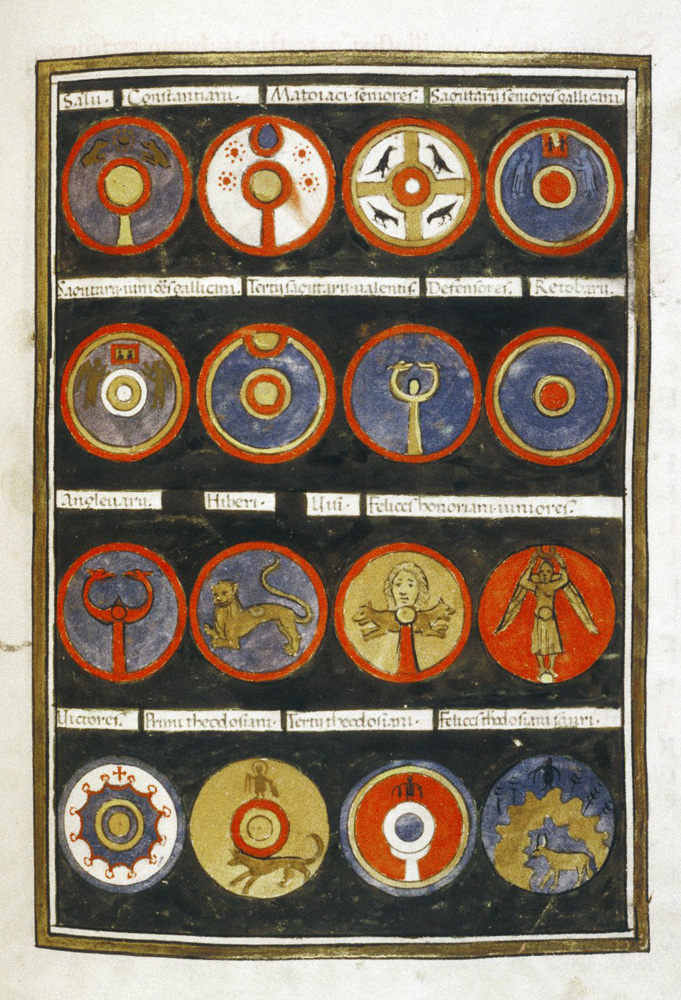
Insigne du magister militum praesentalis I, page 2.

Les officiers militaires les plus élevés dans l’empire d’Orient étaient
- le magister militum praesentalis I ;
- le magister militum praesentalis II ;
- le magister militum per Orientum ;
- le magister militum per Thracias et
- le magister militum per Illyricum.

Responsable de l’Égypte et de l’Afrique du Nord, le magister militum praesentalis I avait sous ses ordres :
- le dux Thebaidos ;
- le dux Libyarum et
- le comes limitis Aegypti.

Responsable du Pont (mer Noire et Arménie), le magister militum praesentalis II avait sous ses ordres :
- le dux Armeniae et
- le comes per Isauriam.

Responsable des frontières orientales d’alors, le magister militum per Orientum avait sous ses ordres :
- le dux Foenicis ;
- le dux Syriae ;
- le dux Palaestinae ;
- le dux Osrhoenae ;
- le dux Mesopotamiae et
- le dux Arabiae.

Responsable du Danube inférieur, le magister militum per Thracias avait sous ses ordres :
- le dux Moesiae secundae et
- le dux Scythiae.

Responsable des Balkans, le magister militum per Illyricum avait sous ses ordres :
- le dux Daciae ripensis et
- le dux Moesiae primae.

### Empire d’Occident

#### Administration civile
Les plus hauts fonctionnaires de l’empire d’Occident étaient :
- les deux praefecti praetorio (Italie et Gaules) et
- le préfet de la Ville de Rome (ville et alentours).

Le préfet du prétoire d’Italie avait trois vicaires :
- Illyricum ;
- Italiae et
- Africae.

Le préfet du prétoire des Gaules avait trois vicaires :
- Septem provinciarum ;
- Hispaniarum et
- Britanniarum.

#### Administration militaire
Les principaux officiers militaires de l’empire d’Occident étaient :
- le magister peditum in praesenti ;
- le magister equitum in praesenti. (Ces deux fonctions seront par la suite fusionnées pour donner le magister militum praesentalis).

Responsable de l’Italie, de la Slovénie et des Alpes orientales, le magister militum avait sous ses ordres : le comes Italiae et le dux Raetiae.
Pour le territoire de l’Illyrie occidentale (Balkans, haut et moyen Danube) :
- le comes Illyrici ;
- le dux Pannoniae secundae ;
- le dux Valeriae ripensis et
- le dux Pannoniae Primae et Norici Ripensis ;

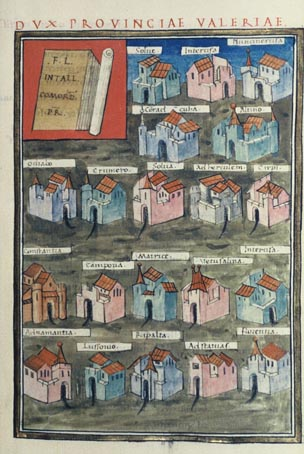
Insigne du dux Valeriae ripensis.

Pour le territoire d’Hispaniarum (Espagne et Portugal) : le comes Hispaniae.
Pour la Tingitane (Algérie de l’Ouest, Maroc) : le comes Tingitaniae.
Pour l’Afrique centrale (Tunisie, Algérie, Libye) :
- le comes Africae ;
- le dux limites Mauretaniae Caesariensis ;
- le dux limites Tripolitani.

Pour la Bretagne (Angleterre, Mur d’Hadrien, Pays de Galles, côte saxonne (des deux côtés de la Manche) :
- le comes Britanniarum ;
- le comes litoris Saxonici per Britanniam ;
- le dux Britanniarum.

Pour les Gaules, la côte saxonne, les Alpes orientales et la frontière rhénane :
- le magister equitum per Galliarum ;
- le comes tractus Argentoratensis ;
- le dux Belgicae secundae ;
- le dux Germaniae primae ;
- le dux Mogoniacensis ;
- le dux Sequanicae et
- le dux tractus Armoricani et Nervicani.

## Fiabilité

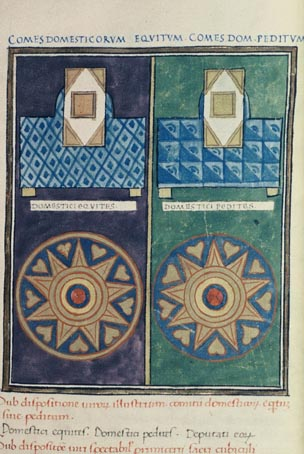
Insignes juxtaposés des comes domesticorum equitum et comes domesticorum peditum de l'armée d'Occident.

Outre le problème de la date de sa composition et de son but, la Notitia dignitatum pose celui de sa fiabilité.
Tel que mentionné plus haut, la Notitia dignitatum, en particulier la section traitant de l’armée d’Occident, a fait l’objet de nombreuses modifications. Celles-ci ont conduit à diverses incohérences du fait que les additions, soustractions ou corrections faites dans une partie du texte ne sont pas toujours reflétées dans les autres parties. C’est pourquoi la section traitant de l’armée d’Orient qui a fait l’objet d’une révision en profondeur vers 395 correspondrait ainsi plus exactement à la réalité que celle traitant de l’armée d’Occident dans laquelle les nombreuses révisions ont multiplié les incohérences.
Certaines de ces incohérences semblent dues à un simple manque d’attention aux détails. Quelques exemples :
- dans la table des matières (Occ,i), les duces, consulares et praesides ne sont pas mentionnés sous les diocèses de Dacie et de Macédoine, mais regroupés sous celui d’Illyrie ;
- les correctores d’Augustamnica et de Paphlagonie sont mentionnés à la fin et non à leur place qui aurait dû être entre consulares et praesides ;
- la liste des régiments ne mentionne aucun régiment créé après 395 ;
- dans les deux sections, le primicerius notariorum vient avant le castrensis dans la table des matières, mais après dans l’ordre des chapitres[27].

On note également des différences entre les chapitres traitant du magister peditum et du magister equitum (Occ. v, vi), lesquels donnent la préséance des unités dans l’ensemble de l’armée, et ceux de la distributio numerorum (Occ. vii), lesquels indiquent la force numérique des unités. Certaines unités apparaissent deux fois dans la distributio et une seule sous les magistri, alors que certaines unités qui apparaissent dans la distributio n’apparaissent pas sous celle des magistri.
Il existe également des erreurs dans la liste des duces. Douze d’entre eux sont mentionnés dans la table des matières avec leur endroit d’assignation, mais on n’en retrouve que onze dans les chapitres. De la même façon, le chapitre concernant le magister peditum ne mentionne que dix duces, omettant ceux de Sequanica et de Tractus Armoricanus (ces derniers étant peut-être de création récente ?).
En ce qui concerne l’armée d’Occident, un certain nombre de ces incohérences peuvent s’expliquer par le fait que la défaite d’Andrinople en 378 et d’autres revers subis aux mains des barbares forcèrent la dissolution de certaines unités dont les survivants (surtout chez les limitanei) furent intégrés dans de nouvelles unités (surtout comitatenses). Ainsi, à la fin du règne d’Honorius (393-423), les six légions palatines survivantes furent portées à douze par la promotion de six legiones comitatenses. Aux seize legiones comitatenses survivantes on ajouta trois nouvelles légions et on combla les vides soit par la promotion d’unités de limitanei dont certaines seront qualifiées de comitatenses, d’autres de pseudo-comitatenses.